# Arǵent Gafuri
Arǵent Gafuri (in macedone Арѓент Гафури?; Novi Pazar, 1º febbraio 1989) è un calciatore macedone, centrocampista dell'Arsimi.

## Carriera

### Club
Ha debuttato nel campionato macedone con la maglia del Renova nel 2007 ed era una delle più grandi promesse del Paese.

### Nazionale
Nel 2008 ha giocato una partita con la nazionale macedone Under-21.

## Palmarès

### Club

#### Competizioni nazionali
- Campionato macedone: 1

Renova: 2009-2010
- Coppa di Macedonia: 1

Renova: 2011-2012